# Smoorverliefd (Doe Maar)
Smoorverliefd is een single, oorspronkelijk uit 1981 van Doe Maar; het is geschreven en gezongen door Henny Vrienten. De B-kant is Nix voor jou. Ter gelegenheid van het album De Beste in 1991, werd de single in juli 1991 heruitgebracht.

## Geschiedenis
Het nummer werd opgenomen voor het album Skunk uit 1981 en werd als tweede single en opvolger van Sinds 1 dag of 2 (32jaar) uitgebracht, maar bereikte desondanks de destijds drie hitlijsten op Hilversum 3 (de  Nederlandse Top 40, Nationale Hitparade en de TROS Top 50) niet. Het was tevens de laatste single met drummer Carel Copier. Na de doorbraak van de band in 1982 werd Smoorverliefd een podiumklassieker. 
In juli 1991 wordt bij het uitbrengen van het verzamelalbum De beste het nummer, na het hernieuwde succes van Sinds 1 dag of 2 (32jaar), opnieuw uitgebracht als tweede single. Ook deze keer haalt de single de Nederlandse Top 40 niet,  maar bereikte wél een 67e positie in de Nationale Top 100.

## Andere uitvoeringen
- In de film Abeltje uit 1998 zong juffrouw Klaterhoen het nummer met a capella-begeleiding van het dubbelmannenkwartet waarin het gezicht van Henny Vrienten te ontwaren viel.
- BLØF speelde het in 1999 tijdens een gesponsorde tournee met Doe Maar-covers. Naar aanleiding van deze tournee besloot Doe Maar weer op te gaan treden.

## Trivia
- De tekstzin "Liefde is een vreemde ziekte" verwijst naar Love is a strange disease, het nummer dat Henny Vrienten in 1977 uitbracht op zijn Engelstalige Paul Santos-album.

## NPO Radio 2 Top 2000
| Nummer met noteringen in de NPO Radio 2 Top 2000 | '01 | '02 | '03 | '04  | '05  | '06  | '07  | '08  | '09  | '10  | '11  | '12 | '13  | '14  | '15  | '16  | '17  | '18  | '19  | '20 | '21 | '22 | '23 | '24 |
| ------------------------------------------------ | --- | --- | --- | ---- | ---- | ---- | ---- | ---- | ---- | ---- | ---- | --- | ---- | ---- | ---- | ---- | ---- | ---- | ---- | --- | --- | --- | --- | --- |
| Smoorverliefd                                    | 802 | 866 | 995 | 1078 | 1076 | 1307 | 1383 | 1190 | 1383 | 1505 | 1145 | 826 | 1080 | 1367 | 1211 | 1205 | 1092 | 1050 | 1028 | 980 | 709 | 454 | 466 | 457 |

1. ↑  Een vetgedrukt getal geeft de hoogste notering aan.
2. ↑  2001 was het eerste jaar met een notering voor dit nummer.